# Raión de Svetli Yar
El raión de Svetli Yar (ruso: Светлоя́рский райо́н) es un distrito administrativo y municipal (raión) ruso perteneciente a la óblast de Volgogrado. Se ubica en el sur de la óblast. Su capital es Svetli Yar.
En 2021, el raión tenía una población de 34 550 habitantes. Cuatro quintas partes de la población la forman rusos étnicos, y el quinto restante se reparte entre muy diversas minorías, entre los que destacan los tártaros del Volga, que forman el 5% de la población distrital.
El raión limita al sureste con Kalmukia y al este con la óblast de Astracán. Se ubica inmediatamente al sur de la capital regional Volgogrado, e incluye parte de la periferia meridional de dicha ciudad. El límite con el término municipal de Volgogrado es algo caótico, ya que varias localidades situadas en el interior del raión han pasado a ser consideradas barrios de la ciudad y, en lugar de formar enclaves, se han incluido en el territorio de la ciudad junto con las carreteras que las unen con el núcleo urbano.

## Subdivisiones
Comprende el asentamiento de tipo urbano de Svetli Yar (la capital) y 28 localidades rurales. De estas últimas, cuatro son pedanías del ayuntamiento urbano de la capital distrital, y las restantes 24 se agrupan en los siguientes nueve asentamientos rurales:
- Bolshiye Chapúrniki
- Dubovi Ovrag
- Kírova
- Narimán
- Privolzhski
- Privolni
- Ráigorod
- Tsatsá
- Chervliónoye